# Agano (mitologia)
Nella mitologia greca  Agano  era il nome di uno dei figli di Paride e di  Elena

## Il mito
Elena, moglie di Menelao, fu rapita dal principe troiano Paride, del quale divenne compagna: dalla loro unione nacquero diversi figli, fra cui Agano.
Quest'ultimo morì con i suoi fratelli Bugono, Ideo durante la guerra di Troia, per il crollo del tetto della casa dove dormivano.

### Fonti
- Tolomeo Efestione, 4
- Erodoto, Libro II, 112-115
- Partenio, Erot. 34.
- Ditti Cretese 5, 5.
- Tzetzes commento a Licofrone 851.

### Moderna
- Robert Graves, I miti greci, Milano, Longanesi, ISBN 88-304-0923-5.
- Angela Cerinotti, Miti greci e di Roma antica, Prato, Giunti, 2005, ISBN 88-09-04194-1.